# Командин, Николай Леонидович
Никола́й Леони́дович Командин (16 [29] сентября 1901, Сормово, Нижегородская губерния — 1 августа 1965, Горький) — металлург завода «Красное Сормово», лауреат Ленинской премии.

## Биография
Родился в Сормове в семье рабочего-слесаря, убитого в 1905 году черносотенцами (в его честь названа улица).
В 1913—1917 годах учился в Княгининском высшем начальном училище, потом работал чертёжником в главном техническом бюро Сормовского завода. С 1918 года — делопроизводитель в Сормовском бюро Нижегородского Совета депутатов.
С 1919 г. — член РКП(б).
В 1919—1924 годах — председатель Сормовского райкома, секретарь Нижегородского губкома комсомола, делегат II съезда РКСМ (1920).
В 1924—1929 годах — заведующий подотделом печати Нижегородского губкома ВКП(б).  В 1930 году без отрыва от работы окончил механико-машиностроительный факультет Нижегородского государственного университета по специальности «инженер-механик».
В 1930—1931 — заместитель директора Горьковского механико-машиностроительного института, в создании которого принимал деятельное участие.
- 1931—1933 — на заводе «Баррикады» в Сталинграде.
- 1933—1937 — «Красное Сормово», начальник кузнечного цеха.
- 1937—1941 — директор завода «Теплоход», г. Бор Горьковской области.

С ноября 1941 года — заместитель начальника цеха завода № 92 имени И. В. Сталина в Горьком.
С 1942 года работал на заводе «Красное Сормово»: начальник лаборатории (1942—1944), заместитель главного металлурга (1944—1949), начальник центральной заводской лаборатории (1949—1954).
С 1949 г. — доцент, заведующий кафедрой «Технология металлов» Горьковского политехнического института.
Похоронен на кладбище «Марьина Роща».

## Награды и звания
- Кандидат технических наук.
- Ленинская премия (1958 год) — за создание первых промышленных установок непрерывной разливки стали.
- Орден Трудового Красного Знамени;
- Орден Красной Звезды;
- Орден «Знак Почёта»;
- Три медали.